# Wolbodo (heilige)
Sint-Wolbodo (ca. 950 - 20/21 april 1021) was van 1018 tot 1021 de twintigste bisschop van Luik. Binnen het katholicisme wordt hij beschouwd als een Nederlandse heilige. Zijn feestdag is 21 april.

## Levensloop
Wolbodo stamde waarschijnlijk uit een Vlaams adellijk geslacht. Hij ontving zijn vorming aan de domschool van het bisdom Utrecht, waar hij uiteindelijk opklom tot proost van het domkapittel en hoofd van de domschool. Hij bleef onderwijzen, ook nadat hij tot proost van het Utrechtse Domkapittel was benoemd. Uit deze periode stammen zijn betrekkingen met het keizerlijk hof. Na succesvolle onderhandelingen die Wolbodo voerde in een conflict tussen graaf Dirk III en de bisschop van Luik werd hij door keizer Hendrik II tot hofkapelaan benoemd.
In 1018 werd Wolbodo benoemd tot rijksbisschop van Luik. In de drie jaar tussen deze benoeming en zijn overlijden op 19 april 1021 verwierf hij grote populariteit wegens zijn liefde voor de armen.

## Verering
Na zijn dood werd Wolbodo als een heilige vereerd. Wolbodo is patroon van studenten. In Delft werd de studentenvereniging R.K.S.V Sint-Wolbodo naar hem vernoemd. De naam van deze vereniging is sinds de oprichting in 1959 diverse malen aangepast en luidt nu Menschen Vereeniging Wolbodo.

## Psalterium
In de Koninklijke Bibliotheek te Brussel bevindt zich het psalterium van Wolbodo. Hierin  zijn de 150 psalmen en een oude heiligenlitanie met veel Nederlandse heiligen opgenomen. Mogelijk heeft Wolbodo een deel van dit werk geschreven.

## Legendes
Er gaan verschillende legendes rond over Wolbodo. Deze zijn vooral populair onder studenten en worden daar aan elkaar doorgegeven. Zo wordt er beweerd dat Wolbodo in zijn kinderjaren in één nacht een kleine boom heeft laten groeien tot een volwassen boom. De burgemeester van Utrecht Walraven Robbert van Heeckeren van Brandsenburg kende een bijzondere devotie tot Wolbodo. Hij heeft in 1817 op 21 april, een van de bomen in het lepelenburg laten merken ter herinnering aan deze legende.